# Тейлор (Вайомінг)
Тейлор (англ. Taylor) — переписна місцевість (CDP) в США, в окрузі Лінкольн штату Вайомінг. Населення — 104 особи (2020).

## Географія
Тейлор розташований за координатами 42°4′13″ пн. ш. 110°59′23″ зх. д. / 42.07028° пн. ш. 110.98972° зх. д. (42.070254, -110.989757).  За даними Бюро перепису населення США в 2010 році переписна місцевість мала площу 6,70 км², уся площа — суходіл.

## Демографія
Згідно з переписом 2010 року, у переписній місцевості мешкало 90 осіб у 28 домогосподарствах у складі 22 родин. Густота населення становила 13 особи/км².  Було 33 помешкання (5/км²).
Расовий склад населення:
| - 87,8 % — білих - 1,1 % — вихідців з тихоокеанських островів - 1,1 % — корінних американців - 1,1 % — осіб інших рас |

До двох чи більше рас належало 8,9 %. Частка іспаномовних становила 13,3 % від усіх жителів.
За віковим діапазоном населення розподілялося таким чином: 44,4 % — особи молодші 18 років, 45,6 % — особи у віці 18—64 років, 10,0 % — особи у віці 65 років та старші. Медіана віку мешканця становила 28,7 року. На 100 осіб жіночої статі у переписній місцевості припадало 95,7 чоловіків;  на 100 жінок у віці від 18 років та старших — 100,0 чоловіків також старших 18 років.
Середній дохід на одне домашнє господарство  становив 65 040 доларів США (медіана — 77 917), а середній дохід на одну сім'ю — 65 040 доларів (медіана — 77 917). 
Цивільне працевлаштоване населення становило 29 осіб. Основні галузі зайнятості: транспорт — 62,1 %, освіта, охорона здоров'я та соціальна допомога — 37,9 %.